# Роберт Бедронь
Роберт Бедронь (пол. Robert Biedroń, Польська вимова: [ˈrɔbɛrt ˈbjedrɔɲ]; нар. 13 квітня 1976, Риманів, Польська Народна Республіка) — польський політичний діяч, ЛГБТ-активіст та з 2019 року Депутат Європарламенту.
Колишній член Союзу демократичних лівих сил та Руху Палікота.
Входить до Ради директорів польської громадської організації «Кампанія проти гомофобії». Колишній депутат Сейму, у 2014—2018 роках — мер міста Слупська.

## Навчання
Список закінчених освітніх установ та отриманих звань:
- випускник Варшавської школи політичних лідерів (2010);
- Школа прав людини Гельсінського комітету з прав людини (2006);
- бакалавр економіки, Технолого-гуманітарний університет у м. Радомі (2001 і 2010);
- магістр політології, Вармінсько-Мазурський університет у м. Ольштині (2000);
- випускник Ягеллонського університету (1999), спеціальність — цивільне право.

## Політична діяльність
У 2005 році увійшов до складу Союзу демократичних лівих сил, кандидат у Сейм Республіки Польща, нижньої палати польського парламенту. У 2006 році переміг на виборах обласних Зборів в Ольштині. За час своєї роботи у Зборах запропонував понад 740 поправок до обласного статуту, понад 600 з яких були прийняті.
У жовтні 2011 року на парламентських виборах Роберт Бедронь був обраний до Сейму як кандидат від партії «Рух Палікота», отримавши 16 919 голосів від району м. Гдині. У 2014 році виграв вибори мера у місті Слупську, отримавши 57 % голосів.
У 2012 році створив у польському Сеймі парламентську групу, яка підтримує есперанто (PGAE), співпрацює з членами польської асоціації Есперанто (EDE — Pollando) у Щецині, Гдині та Мальборку.
У 2006 році звинувачувався в образі релігійних почуттів віруючих, в 2010 році — в нанесенні тілесних ушкоджень співробітнику поліції під час демонстрації 11 листопада 2010 року. В обох процесах був виправданий.
У лютому 2019 року заснував партію "Весна" та був від неї обраний Депутатом Європарламенту.
Був кандитатом у президенти на виборах 2020 року, в першому турі здобув 2,21 % голосів посівши шосте місце.
23 вересня 2020 року взяв шефство над Ілльою Салеем, білоруським адвокатом і політичним в'язнем.

## Особисте життя
Роберт Бедронь — відкритий гей. Його партнер — Кшиштоф Смішек, доктор юридичних наук та заступник міністра юстиції.

## Нагороди
- Веселковий лавр (2000)[11]
- Назва фільму «Людина-веселка» (2004)[12]
- Відзнака в рейтингу 10 найкращих депутатів щотижневого журналу Polityka, проведеного серед польських парламентських журналістів за старанність, культуру та внесок у роботу Комітету з питань правосуддя (2014)[13]
- Премія імені Анни Лашук від Радіо Ток ФМ (2015)[14]
- Нагорода Жіночого конгресу за розмаїття (2016)[15]
- Посів 8 місце у рейтингу найкращих мерів міст за версією Newsweek (2016)[16]
- Французький національний орден «За заслуги» (2016)
- 13 місце в рейтингу найкращих мерів міст за версією Newsweek (2017)[17]
- Спеціальна премія «Корона рівності» від Кампанії проти гомофобії (2021)[18]
- Спеціальна премія Alan Turing LGBTIQ+ Awards Premio Especial від фестивалю Culture Business Pride за боротьбу за ЛГБТІК+ людей, їхні права та видимість (2022)[19]
- The Parliament MEP Award в категорії «Різноманітність, інклюзія та соціальний вплив» за внесок і досягнення у просуванні різноманітності та інклюзії в Європі (2023)[20]